# 阿吉杰利
阿吉杰利是位于俄罗斯巴什科尔托斯坦共和国别拉亚河畔邻近鞑靼斯坦共和国边境的一个镇，人口约1.9万（2002年）。该地于1980年建立，1991年升格为城镇。